# Bomberman Touch: The Legend of Mystic Bomb
Bomberman Touch: The Legend of Mystic Bomb, es el primer juego de la saga de bomberman Touch, además es el primer juego de bomberman para iPhone y iPod Touch.

## Concepto
El juego es básicamente un juego de bomberman con pocos niveles y tiene gráficos similares a los de Super Nintendo, logrados intencionalmente con intención de recordar esas épocas del juego.

## Personajes

### Héroes
- Bomber John
- Dr. Bobal

### Villanos
- Water Drop Monster
- Lightbulb Monster
- Candy Monster
- Ball Monster
- Wizard
- Money
- Big Money
- Ultimate Water Drop Monster
- Ultimate Lightbulb Monster
- Ultimate Candy Monster
- Ultimate Ball Monster
- Ultimate Wizard
- Ultimate Money

- Datos: Q978329